# Madre de la Eucaristía
Madre de la Eucaristía es una advocación sobre la Virgen María, de las cerca de 400 advocaciones marianas registradas. 

## Historia
El obispo Abercio (Averio) de Hierópolis a sus 72 años después de un viaje a Roma para librar del demonio a Lucila, la hija del emperador Marco Aurelio (161-180), durante la vuelta a su patria, visitó Siria, Mesopotamia y Asia Menor, encontrando en todas partes fieles y hermanos en Cristo, diciendo: "La fe en todas partes me guiaba y, en todas partes me proporcionaba como alimento un pez de manantial, grandísimo, puro, que una casta virgen ha pescado y lo distribuía a los amigos para que se alimentaran de él perpetuamente. Ella posee un vino delicioso y lo da mezclado con el pan". Efrén de Siria (306-373), evoca los lazos existentes entre María y la comunidad eucarística. Para Efrén, además de la iglesia, María también, nos da la eucaristía, afirmando: "La iglesia nos ha dado el pan vivo, en lugar del ácimo que había ofrecido Egipto; María nos ha dado el pan que conforta en lugar del pan laborioso que nos dio Eva".
El patriarca Procio de Jerusalén (446) subraya que, María es el templo en el que Dios se ha hecho sacerdote y víctima. Por eso, toda celebración eucarística, que es el memorial del sacrificio de la cruz, hace referencia intrínseca y esencial a María, a su misteriosa fecundidad sacerdotal que, nos ha merecido al verdadero y único sacerdote, el pan bajado del cielo, el vino de vida eterna, el sacrificio redentor de Cristo. San Buenaventura (1217-1274) llegará también a atribuir a la Virgen una cierta mediación eucarística: como el cuerpo físico de Cristo nos ha sido dado por manos de María, así de estas mismas manos debe ser recibido su cuerpo eucarístico. Gerson (1363-1429) llama a María "Madre de la Eucaristía". A esta advocación contribuyó el padre capuchino Miguel Cosenza en los años 1700´s, en llamar a la Virgen como “Nuestra Señora del Santísimo Sacramento”, por ser ella el primer sagrario, en el que Cristo puso su morada, recibiendo de su madre la primera adoración como Hijo de Dios, que asumía la naturaleza humana para redimir al género humano.
Karl Feckes (1894-1958) cita a función maternal tanto de María como de la Iglesia, en relación a la eucaristía: "María engendró al Cristo hombre, Terrenal, la Iglesia engendró y engendra al Cristo Eucarístico". Así se obtiene una conjugación: del éxtasis y sacramento por excelencia y, de la contemplación una praxis de la acción; la economía eucarística, o economía sacramental, o economía de la salvación, está fundada en el "haced" de María y de Cristo: "Hagan lo que él les diga", dijo María a los servidores; «Hagan esto en memoria mía", dijo Jesús a sus discípulos.

## Congregaciones Religiosas
El 13 de mayo de 1856, el padre Pedro Julián Eymard funda la “Congregación del Santísimo Sacramento” o “Los Sacramentinos”, misma que en 1921 logran la autorización de la santa sede para celebrar un día al año solemnemente a “Nuestra Señora del Santísimo Sacramento”; Juan XXIII, en 1962, canonizó a Eymard como santo, al fundador de la congregación.
Otra congregación religiosa con esta advocación fue creada en 1997 en Michigan Estados Unidos, denominada "Hermanas Dominicas de María, Madre de la Eucaristía".

## La Imagen
La imagen de la Madre de la Eucaristía, es una virgen de pie, rodeada de nubes de color azul, vestida de túnica color blanco crema, con una cinta café ceñida en la cintura, cubierta con un manto que la cubre completa. Cerca de la orilla del manto están bordadas imágenes de vid y trigo, los cuales son signos eucarísticos. En su pecho, está dibujado un corazón rojo que despide rayos de luz coronado por una llama, y que en su interior contiene a un cordero blanco con un aura, mismo que a su vez representa al Cordero que como sacrifico humano y ofrenda a Dios, que quita el pecado de los hombres del mundo. A su vez, eso indica la comunión del Corazón de María y el Salvador. La mano derecha lleva un rosario, por el cual intercede por los fieles ante su hijo. La mano izquierda cerca del vientre lo señala en ademán de que vean su estado de gestación y proceso de la maternidad Divina. Su rostro es joven, dulce, muestra una mínima sonrisa que proyecta paz, su cabeza está coronada por 12 estrellas. Existe un famoso cuadro de la Virgen de la Eucaristía del conocido Sandro Boticelli.

Una canción religiosa está dedicada a la Madre de la Eucaristía, y una oración.

- Madre del divino pan
- Madre de la Eucaristía
- Madre que nos alimentas,
- eres tú Virgen María.

- Él nos dijo: "soy Pan vivo"
- se ofreció como alimento
- y todos nosotros sus hijos
- le pedimos su sustento.

- En su carne se ofreció
- como vida plena y eterna.
- Danos de tus manos buenas
- ese manjar de Gracia llena.

- Quién Mi carne come
- quién mi sangre bebe
- vida en Dios le daré
- Madre dánoslo a Él.

- Cuerpo y sangre del Señor
- misterio de vida y amor Haz,
- María que tus hijos alcancen
- esa comunión.

## Mensajes de la Madre de la Eucaristía
El Papa Juan Pablo II, quien se consideraba profundamente mariano, dijo: María es testigo fiel del Amor Eucarístico. En mensaje de la virgen al padre Stefano Gobbi fundador del movimiento sacerdotal mariano, le dice en uno de ellos: “Yo soy la madre de la Eucaristía”. Y como Madre, yo estoy siempre al lado de mi Hijo. Lo estuve en la tierra y ahora en el paraíso, por privilegio de mi Asunción corporal al Cielo; estoy también donde Jesús está presente, en todos los Tabernáculos de la tierra, Mi corazón Inmaculado, lo hace vivo, palpitante, materno, tabernáculo de Amor, de adoración, de gratitud y de perenne reparación.
Es pues, que la “Madre de la Eucaristía”, está donde Jesús está. Y agregó: “Jesús Eucarístico, debe estar al centro de la Iglesia, en todas las reuniones eclesiales y no en un rincón". “Si vieras con mis ojos, también vosotros derramaríais conmigo lágrimas copiosas”, al ver como humillan en la comunión quienes de manera sacrílega o indigna comulgan.
En la capilla “Madre de la Eucaristía”, en Roma Italia, nuestra Señora, se le apareció múltiples ocasiones en privado y en público a Marisa Rossi, la cual ha sido vidente y testigo de milagros eucarísticos, quien estuvo asistida por el sacerdote y obispo Claudio Gatti. Numerosas evidencias públicas de al menos 31 milagros eucarísticos fueron recogidas en ese período, al igual que múltiples testimonios y mensajes de la virgen. Ambos personajes fundaron un movimiento de oración para el triunfo de la Eucaristía, denominado “Movimiento Impegno e Testimonianza Madre dell´Eucaristia” Le dijo que hiciera públicos los mensajes y además mencionó: “Yo soy la Madre de La Eucaristía, conozcan la palabra de Jesús, amén.”
Una estatua de la madre de la Eucaristía fue esculpida en 1980, por Adolfo Insam, quien fue solicitado por la misma virgen, quien a pesar de que era de avanzada edad y hacía tiempo que no esculpía, él escupió una escultura. Dicha estatua está en esa capilla.
La virgen ha repetido frecuentemente y el 31 de agosto de 1994: “Sí, la Eucaristía triunfará”. María enseña a vivir la presencia eucarística de Jesús. Esta advocación también tiene sus fieles en san Miguel de Tucumán Argentina.

Juan Pablo II en la audiencia general el miércoles 13 de junio de 2001 dijo la siguiente invocación:
"Que María, Madre de la Eucaristía, los proteja a todos"
La página web del Vaticano subió la invocación del papa Juan Pablo II ese día, para el 19 de noviembre del 2001 más tarde dicha invocación ya no aparecería de la misma manera sino solo "María, los proteja a todos".